# Lady Dorothy Browne and Sir Thomas Browne
Lady Dorothy Browne og Sir Thomas Browne er et olie-på-panel maleri, som tilskrives den engelske kunstner Joan Carlile og formentlig afsluttet mellem 1641 og 1650. Maleriet skildrer den engelske læge Thomas Browne og hans kone Dorothy.